# Josipovo
Josipovo est un village de la municipalité de Sopje (Comitat de Virovitica-Podravina) en Croatie. Au recensement de 2021, le village comptait 270 habitants.